# United Paramount Network
United Paramount Network（UPN）は、アメリカ合衆国のテレビ局で、1995年1月16日の開局から2006年9月15日の閉局までの間、200の地域で放送事業を行っていた。当初この放送事業者はバイアコムとパラマウント映画とChris-Craft Industriesに所有されていたが、のちにこの所有権はCBSコーポレーションに移った。2006年9月15日にThe WBと合併してCWテレビジョンネットワークとなり、元のUPNは閉局となった。

## 歴史

### 背景

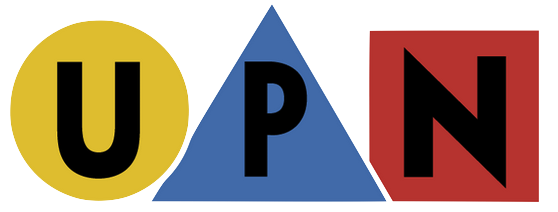
このロゴは主に1995年から1997年まで使われていた。1997年から銀色のロゴに移行した後も、2002年まで一部の加盟局や印刷媒体などで使われていた

ユニバーサル・スタジオがアドホックシンジゲート放送枠Operation Prime Timeでジョン・ジェイクスの小説『私生児』（The Bastard）のミニシリーズ化作品などで成功したのを受け、パラマウントは自社のParamount Television Service（パラマウントテレビサービス）の活用について真剣に考えた。
同局は1978年の開局を目指し、1週間に1日、夜の番組を放送することを計画していた。
同局では毎週土曜日に"Movies of the Week"という枠で『スタートレック:フェイズII』を放送したいと考えていたが、広告枠の販売に失敗したことから、このネットワークの計画は中止された。それでも、パラマウントが制作した音楽番組『ソリッド・ゴールド』（1980年 - ）やミニシリーズ『ゴルダと呼ばれた女』（1982年）がOperation Prime Timeの枠で放送され、『ゴルダ…』はゴールデングローブ賞にノミネートされた。『スタートレック:フェイズII』ものちに『スタートレック』として映画化された。
パラマウントとバイアコムは、自社ネットワークの構築について熟考を重ねていた。
1980年代から90年代にかけてケーブルテレビが勢力を伸ばしつつあり、加盟局や独立局は視聴者をとられることへの不安が強かった。こうした中、1984年にFCCはテレビ局の所有規制を緩和、1980年から1985年の間に独立局数は2倍以上に増加した。1986年にはフォックス放送が設立されたが、テレビ市場においては、非加盟のテレビ局が多数残っていた。
一方、パラマウント映画は1990年代に『宇宙大作戦』のシンジゲート再放送で成功をおさめ、その後も、『エンターテイメント・トゥナイト』や『スタートレック:ネクスト・ジェネレーション』、『スタートレック:ディープ・スペース・ナイン』などのシンジゲート放送を行った。
1993年、タイム・ワーナーとクリス・クラフト・インダストリーはプライムタイム向けの放送を主とする合弁会社Prime Time Entertainment Network（PTEN）を立ち上げた。
その後、クリス・クラフトはUPNのパートナーとなり、タイム・ワーナーはトリビューンとの合弁会社The WBを立ち上げた。

## 放送内容
同局は、1995年1月16日に初めて『スタートレック:ヴォイジャー』のパイロット版「遥かなる地球へ」を放送し、高い視聴率を上げた 。
初期に放送されたコメディ番組『Pig Sty』はもともともNBC向けにパイロット版が作られたが、NBCは『フレンズ』を選んだため、同局で放送された。『Pig Sty』、および同時期に放送されたリチャード・ジェニ主演FOX放送制作のコメディ番組『Platypus Man』は打ち切りとなった。このほかにも、ブルース・グリーンウッド主演のアクション番組『Nowhere Man』、Richard Grieco主演のアクション番組『Marker』、リチャード・ディーン・アンダーソン主演のコメディ西部劇『Legend』、SFアクション『超感覚刑事ザ・センチネル』、ブランディ主演のシチュエーションコメディ『モエシャ』などが放送された。
また、UPNは人気番組『Clueless』と『The Hughleys』（いずれもABCからの移籍）、『ロズウェル 星の恋人たち』（The WBからの移籍）の放送権を購入した。なお、『Clueless』はバイアコムが制作し、『The Hughleys』と『ロズウェル 星の恋人たち』は20世紀FOXが制作した。
『スタートレック:ヴォイジャー』第7シーズン放送終了後、UPNはスタートレックシリーズのスピンオフ『スタートレック:エンタープライズ』を放送した。2001年のクリスマスには『Iron Chef USA』（日本のテレビ番組『料理の鉄人』のアメリカ版）などといった特別番組も放送した。また、WWEの『スマックダウン』や、『America's Next Top Model』、『Girlfriends』、『ヴェロニカ・マーズ』、そしてコメディアンクリス・ロックの子ども時代を漠然と基にした『Everybody Hates Chris』などといった様々な番組を放送した。2005年夏にはR&BグループのTLCが新曲の製作に参加してもらう女性を探すリアリティ番組『R U the Girl』が放送された。
後年は独自の番組を持った個性的なテレビ局でありたいと強く願ったこともあって「他のテレビ局で打ち切られた番組は拾わない」というポリシーを打ち立てたが、2004年にThe WBから『バフィー 〜恋する十字架〜』のスピンオフである『エンジェル』の放送権がUPNに渡った時は、ファンによる圧力が生じ、UPNは強い批判を浴びせられる結果となった。
UPNはスポーツの試合も放送していた。2001年には『スマックダウン』の共同制作者であるビンス・マクマホンとのパッケージの一部としてXFLの試合を放送した。2002年も引き続きXFLの試合を放送する予定が入っていたが、UPN側が放送継続の条件として『スマックダウン』の30分短縮を要求、マクマホンはこの変更に不服を唱え、XFLも1シーズンのみで幕を閉じた。
なお、The WB同様、UPNは全国ネットのニュース番組の放送は行っていない。

### 子ども番組
閉局までの3シーズン、UPNとIon Televisionは週末に子ども向け番組の放送枠を設けていなかった。1995年の開局当時、UPNキッズという放送枠において毎週末にアニメが放送されていた。1998年、UPNはシンジゲート化されたSweet Valley Highの再放送や、新シリーズBreaker Highの放送を平日に行い週末にティーン向けの番組を放送するという方向で、独自に子ども向け番組を放送していった。ABC、NBC、CBS、FOXとは対照的に、UPNの加盟局の中には、土曜日ではなく日曜日に子ども向け番組の放送枠を設けるところがあった。1994年、UPNはティーン向け番組の代わりにABCのOne Saturday Morning block（現：ABC Kids）からいくつかの番組を放送するという協定をディズニーと結んだ。
当時の新しいラインナップはDisney's One Tooと呼ばれ、テレビアニメ版『サブリナ』や『リセス 〜ぼくらの休み時間〜』はオリジナルの枠でシンジゲート放送されたが、これ以降UPNでシンジゲート化されることはなくなり、放送枠も2時間に戻った。平日朝に放送される地域もあったが、平日昼に放送される地域もあった。2002年、Fox Kidsで放送されていた『デジモンアドベンチャー』がラインナップに入ってきた。これはFox Family Channel（ABCファミリー）同様、フォックス放送の子ども向け番組放送枠（のちのジェティックス）をディズニーが取得したためである。UPNは8年間子ども向け番組を放送してきたが、ディズニーとの契約が切れた2003年9月、子ども向け番組の宣伝の量と質の双方にFCCが制限をかけたため、子ども向け番組の放送から撤退した。FCCによる制限が強化された背景には、シンジゲート業者が最も人気のある作品をケーブルテレビで放送したり、広告制限の少ない子ども向けケーブルテレビ事業者が成長したこともあった。2006年、UPNに子ども向け番組の放送枠を復活させようという意図はなかったが、The WBと合併してCWネットワークになった時、The WBからKids' WBという土曜朝の放送枠が引き継がれたこともあって、そのことはうやむやになってしまった。
一部のFOXの加盟局は、土曜朝に娯楽番組やその地域のニュース番組を放送できるよう、UPNおよびWB、独立系テレビ局に対して、4キッズTVの放送枠を残させた。例えば、シカゴのWFLDは、4キッズTVを、共同で所有しているUPN（現：マイネットワークTV）の加盟局WPWR-TVに移し、かつて4キッズTVの放送枠があった時間帯にニュースや別の子ども向け番組を放送している。また、いくつかのUPNの放送局は、TrollzやSherlock Holmes in the 22nd CenturyといったDICエンターテイメントのアニメを放送していたが、この放送局はFCCから最低3時間はE/I番組を放送するよう要求されていて、それに合わせるために週6日30分放送をして規定を満たした。